# حمام جميل
يمامة جميلة أو شِفْنِيْن (الاسم العلمي: Caloenas)، جنس حمام. النوع الحي الوحيد منهُ هي حمامة نيكوبار (C. nicobarica).
يُعرف منهُ نوع أو نوعان منقرضان: كانت حمامة كاناكا نوع كبير القد من كاليدونيا الجديدة وتونغا. لا يُعرف منه الإ ببقايا جُزأُحفوريّ وربما أُصطيد حتى الانقراض من قبل المستوطنين الأوائل. الحمام الأخضر المرقط، وهو نوع آخر منقرض من مكان غير معروف، له تشابه طفيف مع حمامة نيكوبار بسبب ريش رقبته. يضعه علماء الطيور في هذا الجنس، لكن لا يوجد اتفاق بالإجماع على أنه من هذا الجنس. توجد منه عينة واحدة باقية في متحف ليفربول.

## التصنيف
قُدم جنس Caloenas بواسطة عالم الحيوان الإنجليزي جورج روبرت غراي في عام 1840 لحتواء حمامة نيكوبار. يجمع اسم الجنس بين الكلمة اليونانية القديمة kalos التي تعني «جميل» مع كلمة oinas التي تعني «يمام».
يشتمل الجنس على نوعان:
- حمام نيكوبار (Caloenas nicobarica)
- † حمامة خضراء مرقطة (Caloenas maculata)

يُدرج أحيانًا في الجنس نوع ربما انقرض منذ 2500 عام:* † حمامة كاناكا (Caloenas canacorum) جان كريستوف بالوت & Olson, 1989